# るなっち☆ほし
るなっち☆ほし（るなっちほし、6月10日 - ）は、日本の女性アイドル、声優。山形県出身。

## 来歴
2015年5月17日、秋葉原サイファーにてデビューライブを行う。
2016年5月26日、大石理乃が主宰するガールズロックバンド・アイドルグループ、tasotokyoガールズに加入。以降、不定期にtasotokyoガールズメンバーとしてのライブも行っている。
2016年6月17日、新宿Motionにて主催イベント「るなっち☆ほし 星☆誕☆祭 2016 ～君に出会えたのはぐーぜんかな？ひつぜんかな？～」を開催。
2017年5月21日、大塚Hearts+にて初となるワンマンライブ、「ハローるなっちワールド!!」を開催。
2018年4月14日、出身地である山形県のライブハウスSandinistaにて、イラストレーターのサイトウケイスケと共同主催ライブ「ほし☆フェス」を開催。
2018年7月15日、サーキットイベント「フェスボルタ シー」にて1stアルバム「My name is HAJIMARI」の発売決定と、2018年11月30日に渋谷Milkywayにて2ndワンマンライブ「銀河にねがいを」を開催することを発表。
2018年10月30日、阿佐ヶ谷家劇場で行われた主催イベント「阿佐ヶ谷谷ウィン」にて2019年4月25日に新宿LOFTで3rdワンマンライブ「楽しさ満点マウンテン」を開催することを発表。
2018年11月30日、渋谷Milkywayにて2ndワンマンライブ「銀河にねがいを」を開催。
2019年4月25日、新宿LOFTにて3rdワンマンライブ「新宿LOFT登頂ワンマン！～楽しさ満点マウンテン～」を開催。
2019年6月7日、チバテレビの番組「真夜中のおバカ騒ぎ!」に初出演。
2019年7月20日～7月21日、ワンマンイベントとしてファンと富士山に登頂。山頂でライブを実施する。
2019年11月18日、楽曲"triangle again"が山形テレビの番組「石原良純のヤマガタ未来図～鶴岡サイエンスパークの全貌～」のエンディングテーマとしてタイアップ、放送される。
2020年2月11日、西永福JAMにてワンマンライブ「県国記念日だよ！県民集合！」を開催。3月25日に全国流通のアルバムを発売すること、5月10日に出身地である山形県でワンマンライブを開催することを発表。
2021年1月1日から31日まで、アイドルおよびシンガーソングライターとして活動する里咲りさが代表を務めるフローエンタテイメント社にてインターンシップを実施。インターン生として1ヶ月間の雇用契約を結ぶ。
2021年1月23日、フローエンタテイメント社のインターンシップ活動の一環として、活動名をるなっち☆ほしから「山麓 けるん（やまもと けるん）」に改名。同日23日に行われたイベント「吉田豪&南波一海の"このアイドルが見たい"」には山麓けるんとして出演。翌24日からは「るなっち☆ほし」として活動。
2021年2月3日、里咲りさとの配信の中で、里咲が代表を務めるフローエンタテイメントにマネージャーと共に所属することを決定、発表。
2021年4月17日より、全国流通のミニアルバム・MV制作のためのクラウドファンディングを実施。同年5月28日、目標額の190%を達成して募集を終了。
2021年7月1日、クラウドファンディングで制作するミニアルバム、「たまんねぇなー」を2021年7月23日に全国発売することを発表。
2022年6月30日、所属事務所であるフローエンタテイメントからの退所を発表。フリーランスとしての活動を開始。
2022年6月28日、スマートフォンゲーム「サイバーハニー」の「マドレン」役としてキャラクターボイスを務めることが決定。
2022年9月12日、スマートフォンゲーム「風のファンタジア」の「アーサー」役としてキャラクターボイスを務めることが決定。
2023年1月26日、渋谷WWWにてワンマンライブ「正統派破天荒」を開催。2023年7月から東京・名古屋・大阪・山形を巡るライブツアー「るなっち☆ほし東名阪山ツアー2023 暦の上は大安吉日！」を開催すること、2023年春に全国流通アルバムを発売すること、BEEPの2023年夏発売予定のゲーム「ラジルギ2(仮)」にて、キャラクター「椎名ムフウ」の声優を担当することを発表。

## エピソード・人物
- 声優学校へ通うことをきっかけに山形から上京、その後アイドルとしての活動を始める。
- イラスト、ドット絵制作を趣味としており、自身のグッズやCDジャケットのデザイン制作なども行っている。
- 献血が趣味。献血によりイベント参加が可能になる四谷アウトブレイクでのライブイベント「献血ギグ」にも出演をしている[29]。
- また、ゲームも好きで「Cuphead」「OneShot」「TO THE MOON」「弟切草」など、不定期にゲーム実況配信も行っている。のちに「プラチナお嬢に限界なんてないですわ！」という、通称 プラ限 のタイトルでYouTubeやツイキャスで配信している。
- ライブではオリジナル曲に加えて、出身地である山形県のCMソング「カスカワスポーツ」「ママクリーニング小野寺」「ドコモショップ寒河江店」「ホーマック」などをメドレー形式で歌っている。
- MR. BIGの「Colorado Bulldog」の一部訳詞カバー[30]、Anamanaguchiの「Airbrushed」にオリジナルの日本語詞を付けて[31]カバーをしている。
- 2018年8月頃より"アイドル活動として富士山に登りたい"ことを公言しており[32]、2018年10月より富士登山に向けて高尾山、筑波山、鋸山などでの登山イベントを企画、開催。
翌年2019年7月20日から21日にかけて富士登山イベントを実施し、登頂に成功する。

## 作品

### ラジオCD
- るなほしラジオ vol.1(2019年3月13日)
- るなほしラジオ vol.2(2019年4月15日)
- るなほしラジオ vol.3(2020年3月3日)
- るなほしラジオ vol.4(2020年3月3日)
- るなほしラジオ vol.5(2020年3月22日)

るなっち☆ほしとマネージャーあかのみやびにによるラジオCD。
公式通販サイトおよびライブ会場にて販売。

### DVD
- るなっち☆ほし星誕2022劇場版ワンダーバラン!!!エピソード0 ～バラン族vsとげとげ族～(2022年9月27日)

2022年6月11日に行われた生誕ライブをDVD化。
通常版(脚本付き)、特装版(脚本とランダムチェキ付き)、全部セット(生誕グッズセット付き)の3パターンで発売。

### 企画CD
- スターダスト(2019年12月28日)

作編曲：つーつー、作詞：谷さん
トークイベント「るなほし町内会議」のテーマ曲として製作。同イベント司会者の谷さんが作詞を行う。
- オーバーラン da!world 劇場版(2022年6月11日)

作編曲：つーつー、作詞：あかのみやびに
2022年6月11日に行われた「るなっち☆ほし星誕2022劇場版ワンダーバラン!!!エピソード0 ～バラン族vsとげとげ族～」にて発売。
イベントVer.の特別なセリフが入ったものとなっている。
- 今日もおつにゅわらっち-るなかきらめのテーマ-(2022年9月25日)

作詞作曲編曲：かききまなみ
2022年9月25日に行われた「横浜ロフトでるなかきらめ！」にて発売。
楽曲制作をかききまなみ、振付けをるなっち☆ほし、デザインを珠洲ノらめるで行ったコラボ楽曲。
3名の物販や通販にて、CDおよびデータ形式にて販売。

### 参加作品
- やっぱり夢じゃないよ ～れじぇびゅーと～ 小日向由衣カバー・アルバム(2020年8月26日)

"漫画喫茶"にて参加。編曲：that's all folks。

### 写真集
- Sugar&Salt

2022年3月19日に行われた写真個展にて発売。
- FRUIT BASKET

2023年1月26日に行われた、るなっち☆ほしワンマンライブ2023「正統派破天荒」にて発売。
2022年12月26日に通販サイトにて先行発売開始。

### イラスト・漫画作品
- るなうさまうんてん！(2019年8月4日)

2019年に行われたデザフェスにて販売された漫画作品。
- るなうさまうんてん！2(2020年4月28日)

るなっち☆ほし通販サイトにてデータ販売後、本としても発売。
- るなうさまうんてん！3(2021年1月24日)

2021年1月24日に行われたイベント「るなほしショッピング」にて販売。
- #るな100(2023年1月26日)

2023年1月26日の渋谷WWWワンマンに向け、"100の好きなこと"を題材にTwitterで更新していた漫画をまとめた作品。
2022年10月17日～2023年1月25日まで更新の全100話を収録。
- るなほしミュージアム(2023年1月26日)

2023年1月26日の渋谷WWWワンマンに向け、ファンから募ったイラストや写真等をまとめた作品。
表紙は漫画家の黒田さくやが描き下ろし。

### その他
- 小日向由衣「ネコみたいに」

振付を担当。
- 超アイドルちぃちゃ「超ラブお花ラブ」

振付を担当。

## ライブ・イベント

### ワンマンライブ
- るなっち☆ほし 1stワンマンライブ ハローるなっちワールド!!(2017年5月21日、大塚Hearts+)
- るなっち☆ほし 2ndワンマンライブ 銀河にねがいを(2018年11月30日、渋谷Milkyway)
- るなっち☆ほし3rdワンマン「新宿LOFT登頂ワンマン！～楽しさ満点マウンテン～」(2019年4月25日、新宿LOFT)
- るなほし富士山ワンマン(2019年7月20日 - 21日、富士山山頂)
- 県国記念日だよ！県民集合！(2020年2月11日、西永福JAM)
- きらめきアドベンチャー発売記念 無観客ライブ配信(2020年3月23日、渋谷LOFT HEAVEN)
- るなほし山形在宅ワンマン(2020年5月10日、自宅より配信)
- るなほし星誕祭2020 Yes！るなほし5GoGo！(2020年6月10日、新宿Naked LOFT)
- るなっち☆ほしワンマンライブ2023「正統派破天荒」(2023年1月26日、渋谷WWW)

### 主催・企画

#### 2016年
- るなっち☆ほし 星☆誕☆祭 2016 ～君に出会えたのはぐーぜんかな？ひつぜんかな？～(2016年6月17日、新宿Motion)

#### 2017年
- るなっち☆ほしpre. クリスマス芋煮会パーティー☆彡(2017年12月24日、町田Nutty's)

#### 2018年
- るなっち☆ほし 星誕祭 2018『第3話 ～笑顔の秘訣～』(2018年6月2日、青山月見ル君想フ)
- るなほしセッション！リターンズ(2018年7月19日、阿佐ヶ谷家劇場)
- るなほしセッションvol.2 ～アルバム全部聞かせます。スペシャル～(2018年8月30日、阿佐ヶ谷家劇場)
- タピオカ選手権(2018年9月8日、阿佐ヶ谷家劇場)
- 阿佐ヶ谷谷ウィン(2018年10月30日、阿佐ヶ谷家劇場)
- 年の瀬バイバイキーング(2018年12月23日、新宿Naked LOFT)

#### 2019年
- 人生山あり谷ありLOFTあり!? るなほしワンマン決起会(2019年4月2日、LOFT9)
- るなっち☆ほし pre 令和だよ全員集合（2019年5月1日、町田Nutty's）
- るなほしプレゼンツ！ 富士山ワンマン決起会！ お山の上でエイエイオー！(2019年7月17日、ネイキッドロフト)
- るなほし部長のアイドル夜ふかしゲーム部☆(2019年11月1日)

#### 2020年
- ひな祭りでぱーりーですわ！(2020年3月3日、吉祥寺NEPO)
- フライングゲット きらめきアドベンチャーリリースイベント(2020年3月24日、西永福JAM)
- ぷらにゅう vol.1（2020年12月27日、ROCK CAFE LOFT）

#### 2021年
- るなほしクラファン決起会（2021年5月1日、高円寺pundit'）
- るなっち☆ほし星誕2021～ムテキのスーパースター☆～（2021年6月12日、新宿MARZ）
- 緊急開催！「たまんねぇなー」予約会（2021年7月12日、渋谷LOFT9）
- るなっち☆ほしの聞きたいことがあるんだよ！（2021年10月9日、NAKED LOFT YOKOHAMA）

#### 2022年
- るなっちサシ～椿菫櫻子編～（2022年1月10日、西永福JAM）
- るなっちサシ～ゆいざらす編～（2022年2月5日、西永福JAM）
- るなっちサシ～土橋銘菓編～（2022年3月13日、ROCK CAFE LOFT）
- 初！仲良し3マンライブ「るなかきらめ」（2022年5月4日、お茶の水KAKADO、るなっち☆ほし/かききなまみ/珠洲ノらめる共催）
- るなっち☆ほし星誕2022劇場版ワンダーバラン!!!エピソード0 ～バラン族vsとげとげ族～（2022年6月11日、青山月見ル君想フ）
- 初写真集「sugar&salt」発売記念 るなっち☆ほし個展「sugar&salt」（2022年3月19日-20日、パル青山）
- るなほしリサイタル～関西まで遊びに来たよ～（2022年11月6月、P4studio 東心斎橋店）
- いちごミントの夏MV先行上映会（2022年11月19日、NAKED LOFT YOKOHAMA）

### 登山イベント
- 楽しさ満点マウンテン ～高尾山編～(2018年10月20日、高尾山)
- 楽しさ満点マウンテン ～筑波山編～(2018年12月8日、筑波山)
- 楽しさ満点マウンテン ～鋸山編～(2019年2月3日、鋸山)
- 楽しさ満点マウンテン ～宝登山編～(2019年2月17日、宝登山)
- 楽しさ満点マウンテン ～鍋割山編～(2019年3月3日、鍋割山
- 楽しさ満点マウンテン ～伊豆ヶ岳編～(2019年5月11日、伊豆ヶ岳)
- 楽しさ満点マウンテン ～赤岳編～(2019年6月22日～6月23日、赤岳)
- るなほしあんぎゃーツアー ～富士山1合目編～(2019年7月6日、富士山)
- るなほしあんぎゃーツアー ～陣馬山編～(2019年7月13日、陣馬山)
- るなほし富士山ワンマン(2019年7月20日 - 21日、富士山山頂)
- 山の日だ！ピクニックでフォトジェニック！オフ会(2019年8月11日、高尾山)
- 楽しさ満点マウンテン2 ～川苔山編～(2020年11月21日、川苔山)
- るなほしとざんにゅ～高水三山編～(2022年11月26日、高水三山。MCあんにゅと合同開催)

### 定期イベント
- るなっち☆ほしpresents るなっち☆ほしの十番勝負
  - 第1回戦：あヴぁんだんど、古都の夕べ feat.藤城アンナ(2017年2月7日、青山月見ル君想フ)
  - 第2回戦：てん(るなてん)、星乃ゆあな(2017年3月1日、新宿Motion)
  - 第3回戦：シバノソウ(2017年3月8日、下北沢SHELTER)
  - 第4回戦：水野しず(2017年3月15日、高円寺pundit')
  - 第5回戦：・・・・・・・・・(2017年4月1日、青山月見ル君想フ)
  - 第6回戦：大石理乃、麻酔いちご、あかのみやびに(2017年4月14日、高円寺pundit')
  - 第7回戦：スーパー転校生X、ジョニーモイキーとモイキーパペッツ(2017年4月16日、町田Nutty's)
  - 第8回戦：視聴者を相手にツイキャス配信(2017年5月1日、渋谷)
  - 第9回戦：里咲りさ(2017年5月5日、下北沢SHELTER)
  - 第10回戦：ラストクエスチョン(2017年5月6日、下北沢SHELTER)
  - 番外編 大乱闘るなっちスペシャル：大石理乃BAND、てん(るなてん)、スーパー転校生X、ラストクエスチョン(2017年5月8日、新宿motion)

2017年5月21日に開催された1stワンマンに向けて2017年2月～5月まで行われた。
- リハっち☆ほし
  - vol.1:2020年6月20日、西永福JAMより配信
  - vol.2：2020年7月17日、西永福JAM(ゲスト：小日向由衣)
  - vol.3：2020年8月26日、西永福JAMより配信(ゲスト：原宿眠眠)
  - vol.4：2020年9月22日、西永福JAM(ゲスト：ラストクエスチョン)
  - vol.5：2020年10月26日、西永福JAM(ゲスト：小日向由衣)
  - vol.6：2020年12月3日、西永福JAM(ゲスト：足浮梨ナコ、岬たん)

- るなほし町内会議(2019年2月27日 - 、毎月1回開催)
  - vol.1：2019年2月27日、ROCK CAFE LOFT
  - vol.2：2019年3月21日、ネイキッドロフト
  - vol.3：2019年4月29日、ネイキッドロフト
  - vol.4：2019年5月26日、ROCK CAFE LOFT
  - vol.5：2019年6月27日、ROCK CAFE LOFT
  - vol.6：2019年7月28日、ROCK CAFE LOFT
  - vol.6.5：2019年8月12日、ROCK CAFE LOFT
  - vol.7：2019年8月29日、ネイキッドロフト
  - vol.8：2019年9月28日、ネイキッドロフト
  - vol.9：2019年10月28日、ROCK CAFE LOFT
  - vol.10：2019年11月26日、ROCK CAFE LOFT
  - vol.11：2019年12月28日、ROCK CAFE LOFT
  - vol.12：2020年1月26日、ROCK CAFE LOFT(ゲスト：有明ゆの)
  - vol.13：2020年2月22日、ROCK CAFE LOFT(ゲスト：フジワラさん/ROCK CAFE LOFT)
  - vol.14：2020年3月22日、ROCK CAFE LOFT(ゲスト：ゑりかちゃんべいびー)
  - 緊急回覧板：2020年4月26日、配信で実施(ゲスト：式部チャン)
  - inオンライン：2020年5月24日、配信で実施(ゲスト：トシちゃん)
  - vol.15：2020年7月4日、ROCK CAFE LOFT(ゲスト：大吟嬢 浅川琴音)
  - るなほし町内会議番外編～探せ！未来のるなほしマイルーム(ゲスト：あかのみやびに・ミカレコ)
  - inオンライン インターン編：2021年1月24日、ROCK CAFE LOFTより配信。
  - 激辛部編：2021年2月27日、ROCK CAFE LOFT
  - るなほし飛ぶなっち編：2021年4月17日、ROCK CAFE LOFT
  - 活動6周年から振り返り編！：2021年5月15日、ROCK CAFE LOFT
  - 生誕振り返り編：2021年6月13日、ROCK CAFE LOFT
  - 7月活動どうでしょう編：2021年7月17日、ROCK CAFE LOFT
  - アルバムたまんねぇなー世界へ発信！編：2021年8月8日、ROCK CAFE LOFT
  - 声優お仕事大調査編：2021年9月18日、ROCK CAFE LOFT
  - コミュ力おばけ編：2021年10月16日、ROCK CAFE LOFT
  - スポーツの秋編：2021年11月7日、ROCK CAFE LOFT
  - 年末スペシャル：2021年12月4日、ROCK CAFE LOFT(ゲスト：小日向由衣)
  - 年末年始振り返り編：2022年1月15日、ROCK CAFE LOFT
  - 祝 引っ越し編：2022年2月26日、ROCK CAFE LOFT
  - るなほし写真集編：2022年3月20日、ROCK CAFE LOFT
  - 春休み編～Twitterにいない間色々ありました～：2022年4月17日、ROCK CAFE LOFT
  - 活動7周年～るなほしラジオ編～：2022年5月22日、NAKED LOFT YOKOHAMA
  - つかみとれ！声優オーディション編：2022年6月26日、ROCK CAFE LOFT
  - vol.32：2022年7月18日、ROCK CAFE LOFT
  - vol.33 ～るなほし夏休み編～：2022年8月27日、NAKED LOFT YOKOHAMA
  - vol.34：2022年9月18日、ROCK CAFE LOFT
  - vol.35：2022年10月22日、ROCK CAFE LOFT
  - vol.36：2022年11月20日、ROCK CAFE LOFT
  - vol.37 年末大掃除編：2022年12月18日、ROCK CAFE LOFT
  - vol.38 ～るなほしWWWワンマン振り返り編～：2023年1月28日、ROCK CAFE LOFT

## 出演

### テレビ番組
- 家、ついて行ってイイですか?(2016年12月24日、テレビ東京)
- 天才てれびくんYOU(2017年11月22日、NHKEテレ1)
- 真夜中のおバカ騒ぎ!(2019年6月 - 2020年10月、チバテレ・TOKYO MX)
- ARIGATEENA TV(2021年1月10日 - 、テレビ埼玉)

### テレビドラマ
- 仮面ライダーゼロワン 第44話・45話（2020年8月23日・30日、テレビ朝日） - アイドルヒューマギア 役[36]

### ゲーム
- Nintendo Switchソフト スーパー野田ゲーPARTY『GALSFIGHTER～応援』のヒロインファイター - ピアニッシモ桜子 役
- Rekoo Japan アイドル応援RPG『サイバーハニー～戦う乙女たち～』 - マドレン 役
- Rekoo Japan 『風のファンタジア』 - アーサー 役
- Rekoo Nintendo Switchソフト 「ラジルギ2」椎名ムフウ役
- コットンリブート ハイテンション! - ウィローちゃん役

### タイアップ
- 石原良純のヤマガタ未来図～鶴岡サイエンスパークの全貌～(2019年11月18日、山形テレビ)

楽曲"triangle again"が番組EDテーマとして放送される。

### ラジオドラマ
- ギブミーちょこれいと（2021年7月18日 -、市川うららFM） - メアリ・ボンズ(ナレーター) 役

### ラジオ
- 渋谷のサンデー（2018年5月6日・2019年4月21日、渋谷のラジオ）
- ギュウゾウとPinokkoの雷ヘッドライナー（2018年10月20日、Radio Berry）
- 神部冬馬のフリーダム！（2019年8月2日、FM甲府）
- めっちゃエモい!!（2019年8月6日、調布FM）
- 髭男爵山田ルイ53世のキックス（2023年1月20日、山梨放送）

### 映画
- IDOL NEVER DiES（2022年5月6日 -、ギュウ農シネマ） - オーディション参加者 役

### インターネット放送
- 南波一海のアイドル三十六房（2016年5月12日、8月4日、12月1日、2018年12月6日、2020年10月1日、タワレコTV）
- 猫舌SHOWROOM「西咲ほしのおさむATM」（2019年2月7日、2月14日、2月28日、3月7日、SHOWROOM）
- マヨバカ学園～マヨバガールズ養成所(2019年4月26日、5月7日、5月14日、マシェバラ)
- 矢口真里の火曜The NIGHT（2022年11月9日、ABEMA）
- 豪の部屋（2022年5月24日、SHOWROOM）

### 舞台
- 白と黒の忘年会（2019年11月2日 - 2019年11月17日、新宿モリエール） - Bチーム/エミー 役

### ライブイベント
- 小日向由衣ワンマンライブ「周年記念年忘れ単独公演 劇場版 小日向由衣の野望～凸凹風雲録～」(2020年12月28日、渋谷WWW。バックダンサーとして出演)

### トークイベント等
- TSA PRESENTS あけましておめでトラヴィス2（2019年2月1日、渋谷LOFT9）
- 【LOFT TV】公開収録（2022年4月20日、LOFT9）
- 映画『IDOL NEVER DiES』MOOSIC LAB2023特別上映（2023年1月30日、アップリンク吉祥寺。舞台挨拶に出演）

### 書籍・雑誌
- Rooftop(2018年12月号、インタビュー掲載)
- BUBKA 2019年1月号(2018年11月30日、南波一海"ライブアイドル a go go!!"にてディスクレビュー掲載)
- 週刊ビックコミックスピリッツ(2023年4月号、広告掲載)
- ニンテンドードリーム(2023年5月号、声優として掲載)

### 展示
- 表現者たち 第27回作品展(2020年1月18日、愛知県美術館ギャラリーにて展示・ライブを実施[37][38])